# منطقه ماتسومائه، هوکایدو

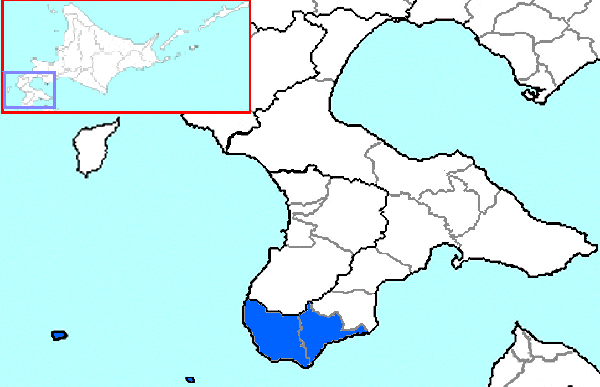

منطقه ماتسومائه، هوکایدو (به ژاپنی: 松前郡, Matsumae-gun)، یکی از شهرستان‌های ژاپن) واقع در جنوب غربی استان اوشیما، هوکایدو، ژاپن است.
از سال ۲۰۰۴، این منطقه دارای جمعیت (زیست‌شناسی) ۱۶۰۶۸ و تراکم جمعیت ۳۳٫۴۵ نفر در هر کیلومتر مربع است. مساحت کل ۴۸۰٫۳۲ کیلومتر مربع است.